# Miquel Pont Alguersuari
Miquel Pont Alguersuari   (Sabadell, 1934 - Canes, 19 d'abril de 1986) fou alcalde de Castellar del Vallès de 1979-1986 per Convergència i Unió.

## Biografia
Miquel Pont Alguersuari nascut el 1934 a Sabadell (Vallès Occidental) i mort el 19 d'abril de 1986 a Canes (França). Pare de vuit fills. Professor mercantil i dirigent d'una petita empresa tèxtil encapçalà la candidatura de Convergència i Unió a la primera convocatòria d'eleccions municipals des de l'esclat de la Guerra Civil espanyola, celebrada el 3 d'abril de 1979. Arran dels resultats d'aquestes eleccions, on una candidatura d'esquerres formada pel PSC i el PSUC va guanyar les eleccions però obtingué el mateix nombre de diputats que CIU deixant l'alcaldia a mans d'un únic diputat de UCD, Miquel Pont fou nomenat alcalde. Durant la sessió de constitució del nou consistori el 19 d'abril de 1979, Miquel Pont Alguersuari va dir en el seu primer discurs:  que volia ser el batlle de tots, no només d'un partit o d'un sector, sinó de tot el poble.
Després d'aquesta legislatura va tornar a presentar-se com a alcaldable per Convergència i Unió a les eleccions del 8 de maig de 1983 i va tornar a ser escollit alcalde a la sessió de constitució el 23 de maig de 1983, càrrec que va exercir fins que el 19 d'abril de 1986, durant un viatge particular, va morir víctima d'una lesió cerebral conseqüència d'una intoxicació.
El 28 de juny de 1986 el consistori va atorgar-li la Medalla de la Vila a títol pòstum. Josep Arderius Casanovas, que el va substituir com a alcalde fins al final de la legislatura, el va definir com un home senzill, profundament arrelat a la terra catalana, a qui estimà i consagrà la seva vida.
Durant el seu mandat al capdavant de l'Alcaldia de Castellar del Vallès l'Ajuntament va viure una etapa de recuperació de l'exercici democràtic polític i d'afrontar els reptes per dotar el municipi de les infraestructures, equipaments i serveis necessaris per a canalitzar les mancances de la població castellarenca, des de la lògica inexperiència i de la precaritetat de recursos.
Es va organitzar i estructurar un organigrama municipal amb regidories noves i es van iniciar diversos estudis sobre els problemes més urgents a solucionar per definir un programa d'actuacions. En aquesta línia es van projectar i inaugurar diversos espais públics (places, escola, ambulatori, casal, biblioteca pública). Aquesta dinàmica es va traduir en tensions a nivell intern del consistori i amb la població perquè cobrir les mancances amb actuacions concretes xocava amb la situació de crisi econòmica de les hisendes municipals.
Es van fer els passos per normalitzar la vida cultural (retolació de tots els carrers al català, adquisició de l'edifici de l'Ateneu, de Torre Balada i la Casa Ribas, posta en funcionament de l'emissora municipal Ràdio Castellar, reforma de l'antiga església parroquial de Sant Esteve a Castellar Vell, aparició de noves festes i actes com la Mostra d'Oficis Artesans, l'engalanament de carrers dins la programació de Festa Major, la festa del mercat de Sant Josep i el Firart o la recuperació de la rua i el ball de Carnestoltes, actuacions al campanar de l'església parroquial de Sant Esteve) i a partir de 1983 es va començar a aplicar la normativa per a la catalanització de l'administració local.
A nivell urbanístic les gestions es van centrar en: la salvaguarda de l'entorn natural, relacionades amb la paralització de les urbanitzacions legals i il·legals situades dins al parc, a la zona d'influència o rodalia; l'aplicació dels diferents plans parcials d'ordenació projectats amb el Pla General de la Comarca (1978) i el creixement de Castellar buscant l'equilibri entre habitació, indústria i entorn natural a la zones a urbanitzar (Eixample, Residencial can Carner i polígons industrials); l'inici de les obres d'arranjament de la carretera B-124 que van generar polèmica popular amb la tala de 18 pins centenaris.